# Catholicossat de Romagyris
Le Catholicossat de Romagyris fut une juridiction de l'Église orthodoxe d'Antioche en Asie centrale.
Le christianisme se developpa en Asie centrale principalement par l'action missionnaire de l'Église de l'Orient « nestorienne » ou secondairement de l'Église syriaque « jacobite ».
L'implantation du christianisme chalcédonien « byzantin ou melkite » fut plus difficile et limité. Elle fut le fait de moines, de prisonniers ou des troupes des mercenaires (par exemple les Alains). À ces chrétiens alloctones s'ajoutèrent probablement des communautés autochtones, notamment de langue sogdienne.

## Histoire
Institué au VIIIe siècle, il disparut vers le XIVe siècle.
« Quand les Agarènes construisirent Madinat as-Salam Bagdad, ils décidèrent de chasser les chrétiens de son entourage. Ils les transférèrent dans un lointain pays de Perse appelé Shash. Ils y exilèrent le catholicos en même temps que les siens. Cette tribu émigrée s'appela : colonie des Roums. »
En 1364-1367, le titre de catholicos de Romagyris fut uni à celui de catholicos de Géorgie.

## Organisation
Le siège du catholicossat était établi d'abord à Tachkent, puis à Nichapur dans le Khorassan.